# Кріплення сполучення
Крі́плення сполу́чення (рос. крепь сопряжения, англ. support for junction of workings, нім. Streckenkreuzungsausbau m) — гірниче кріплення, яке зводиться на місці сполучення лави зі штреком, а також інших гірничих виробок різної конфігурації та призначення.